# As a Reincarnated Aristocrat, I'll Use My Appraisal Skill to Rise in the World
As a Reincarnated Aristocrat, I'll Use My Appraisal Skill to Rise in the World (яп. 転生貴族、鑑定スキルで成り上がる　～弱小領地を受け継いだので、優秀な人材を増やしていたら、最強領地になってた～, Tensei Kizoku Kantei Sukiru de Nariagaru: Jakushō Ryōchi o Uketsuidanode, Yūshūna Jinzai o Fuyashite Itara, Saikyō Ryōchi ni Natteta, Переродження у аристократа з унікальною навичкою оцінки) — серія ранобе, написана Мірайджін А. Серія спочатку з'явилася на сайті Shōsetsuka ni Narō, перш ніж її почало видавати у друкованому вигляді видавництво Kodansha з ілюстраціями Джиммі, починаючи з липня 2020 року. Станом на жовтень 2024 року вийшло сім томів.
Манґа-адаптація, ілюстрована Нацумі Іноуе, почала серіалізацію на сайті Magazine Pocket у червні 2020 року. Станом на травень 2025 року окремі розділи манґи були зібрані у вісімнадцять томів танкобон.
Аніме-телесеріал, створений Studio Mother, транслювався з квітня по червень 2024 року. Другий сезон випускався в ефір з вересня по грудень того ж року. Анонсовано третій сезон.

## Сюжет
Японський офісний працівник помирає і перероджується в іншому світі як Аркс Лоувент, спадкоємець знатної родини. Він виявляє, що володіє навичкою оцінки талантів і здібностей інших людей. Завдяки своїм особливим силам Аркс знаходить і переконує могутніх особистостей, які досконало володіють різними сферами — від магії та володіння мечем до стратегії та дипломатії — стати його слугами й союзниками. Це відбувається напередодні неминучої війни за спадкування престолу. Коли Аркс демонструє свою майстерність, його підвищують до Лорда Канаре, і незабаром йому доводиться вирушити на війну проти зловісного лорда сусіднього Герцогства Зейц.

## Персонажі
Аркс Лоувент (яп. アルス・ローベント, Arusu Rōbento)
Сейю: Нацумі Фудзівара
Спадкоємець дому Лоувентів, що керує містом Ламберк. Він шляхтич, який є реінкарнацією японського офісного працівника і володіє здатністю оцінювати талант та здібності інших людей. Використовуючи свої сили, Аркс починає набирати видатних особистостей з надзвичайними навичками до своїх васалів, щоб зміцнити бойову міць Ламберка.
Ріцу М'юсес (яп. リーツ・ミューセス, Rītsu Myūsesu)
Сейю: Тайто Бан
Він є сиротою з раси Марка, яка страждає від дискримінації з боку інших рас у країні. Аркс наймає його як свого першого підданого. Попри початкові упередження, вірність Ріца до Аркса та його видатний дар до бою та лідерства здобувають йому довіру решти родини Лоувентів, і він стає командиром їхньої армії.
Шарлотта Рейс (яп. シャーロット・レイス, Shārotto Reisu)
Сейю: Нарумі Кахо
Сирота, врятована та прийнята Арксом після того, як він купив її у групи работоргівців. Вона відмінно володіє магією і стає лідером магічного загону родини Лоувентів. Вона ставиться до Аркса як до молодшого брата.
Розел Кіша (яп. ロセル・キーシャ, Roseru Kīsha)
Сейю: Міхо Окасакі
Дитина, що мешкає на території родини Лоувентів. Аркс наймає його через його природний дар тактика, і з часом він стає стратегом його армії.
Лісія Плейд (яп. リシア・プレイド, Risha Pureido)
Сейю: Кана Ханадзава
Наречена Аркса, яка відмінно розуміється на політиці та дипломатії. Спочатку Аркс насторожено ставиться до неї через її високий показник амбіцій, який робить її схильною до обману та зради. Однак з часом вона по-справжньому закохується в Аркса і вирішує підтримувати його своїми навичками, стаючи його дружиною та найближчою довіреною особою.
Рейвен Лоувент (яп. レイヴン・ローベント, Reivun Rōbento)
Сейю: Хірокі Точі
Голова дому Лоувентів; батько Аркса, якого любить і поважає його родина та піддані. Він помирає від хвороби, коли Аркс ще дитина, що робить Аркса новим головою родини.
Мірей Гранжеон (яп. ミレーユ・グランジオン, Mirēyu Guranjion)
Сейю: Хітомі Набатаме
Колишня шляхтянка, яка подорожувала світом, пила та витрачала свої заощадження. Її виявили Тіні та найняв Аркс як стратега й тактика. Вона є старшою сестрою Томаса Грюнзеона, радника Валмарка, одного з двох синів Герцога Міссіана. Вона добре ладнає з Шарлоттою.
Фам (яп. ファム, Famu)
Сейю: Харука Томацу
Лідер загону найманців під назвою Тінь. Хоча він виглядає і звучить як дівчина, насправді він хлопець. Переодягаючись, він зазвичай прикидається офіціанткою. Він використовує магію тіні, щоб приховувати себе в темряві, де вороги не можуть його виявити або побачити, але все ще можуть чути. Пізніше він стає підданим Аркса.

## Медіа

### Ранобе
Ранобе, написане Мірайджін А, почало публікуватися на сайті Shōsetsuka ni Narō 31 жовтня 2019 року. Пізніше серія була придбана видавництвом Kodansha, яке почало видавати її з ілюстраціями Джиммі під своїм імпринтом Kodansha Ranobe Books з 2 липня 2020 року. Станом на жовтень 2024 року вийшло сім томів.
У березні 2022 року Kodansha USA оголосила, що також отримала ліцензію на видання цієї серії ранобе англійською мовою.
| № | Дата виходу    | ISBN                   |
| - | -------------- | ---------------------- |
| 1 | 2 липня 2020   | ISBN 978-4-06-520422-1 |
| 2 | 4 січня 2021   | ISBN 978-4-06-522062-7 |
| 3 | 2 вересня 2021 | ISBN 978-4-06-524910-9 |
| 4 | 2 грудня 2022  | ISBN 978-4-06-529661-5 |
| 5 | 1 липня 2023   | ISBN 978-4-06-532067-9 |
| 6 | 2 квітня 2024  | ISBN 978-4-06-535406-3 |
| 7 | 2 жовтня 2024  | ISBN 978-4-06-537309-5 |

### Манґа
Манґа-адаптація, ілюстрована Нацумі Іноуе, почала серіалізацію в журналі «Magazine Pocket» 26 червня 2020 року. Станом на травень 2025 року, окремі розділи серії були зібрані у вісімнадцять томів танкобон.
У листопаді 2021 року Kodansha USA оголосила, що отримала ліцензію на видання цієї манґи англійською мовою.
| №  | Дата виходу      | ISBN                   |
| -- | ---------------- | ---------------------- |
| 1  | 9 листопада 2020 | ISBN 978-4-06-521299-8 |
| 2  | 9 лютого 2021    | ISBN 978-4-06-522356-7 |
| 3  | 7 травня 2021    | ISBN 978-4-06-523160-9 |
| 4  | 6 серпня 2021    | ISBN 978-4-06-524476-0 |
| 5  | 9 листопада 2021 | ISBN 978-4-06-525988-7 |
| 6  | 9 лютого 2022    | ISBN 978-4-06-526906-0 |
| 7  | 9 травня 2022    | ISBN 978-4-06-527844-4 |
| 8  | 9 серпня 2022    | ISBN 978-4-06-528664-7 |
| 9  | 9 листопада 2022 | ISBN 978-4-06-529715-5 |
| 10 | 9 лютого 2023    | ISBN 978-4-06-528664-7 |
| 11 | 9 травня 2023    | ISBN 978-4-06-531595-8 |
| 12 | 8 серпня 2023    | ISBN 978-4-06-532595-7 |
| 13 | 9 листопада 2023 | ISBN 978-4-06-533512-3 |
| 14 | 8 березня 2024   | ISBN 978-4-06-534864-2 |
| 15 | 7 червня 2024    | ISBN 978-4-06-535799-6 |
| 16 | 8 жовтня 2024    | ISBN 978-4-06-537042-1 |
| 17 | 8 січня 2025     | ISBN 978-4-06-538054-3 |
| 18 | 9 травня 2025    | ISBN 978-4-06-539048-1 |

### Аніме
Аніме-адаптація була анонсована 9 травня 2023 року. Її виробляє Studio Mother, режисером є Такао Като, сценарії написані Ясухіро Наканіші, дизайном персонажів займається Юко Яхіро, а музику до серіалу створює Кудзіра Юмемі.. Серіал транслювався з 7 квітня по 23 червня 2024 року в новому програмному блоці Agaru Anime на всіх філіях JNN, включаючи CBC та TBS. Відкриваючою темою стала пісня «Blue Days» у виконанні True, а завершальною — «Finally» у виконанні Кани Ханадзави. Crunchyroll транслював серіал по всьому світу, крім Східної Азії. Medialink ліцензував серіал у Східній та Південно-Східній Азії і транслював його на YouTube-каналі Ani-One Asia. 
Після останьої серії першого сезону було анонсовано другий сезон, який транслювався з 29 вересня по 22 грудня того ж року в тому ж програмному блоці. Відкриваючою темою другого сезону стала пісня «SKILLAWAKE» у виконанні PassCode, а завершальною — «Familiar» у виконанні Юкі Танаки. 
Третій сезон був анонсований після виходу останьої серії другого сезону.

## Сприйняття
До листопада 2021 року веброман зібрав понад 30 мільйонів переглядів.
У конкурсі Next Manga Award 2021 манґа виграла премію U-Next Prize та посіла 18 місце в категорії веб-манґи.
Річард Айзенбейс в огляді для Anime News Network написав, що перші епізоди аніме мають «простий і передбачуваний сюжет». Він зазначив, що поява Лісії «порушує шаблон, і події стають цікавішими», додавши, що реакція Аркса на здібності Лісії чітко показує його слабкість, що додає сюжету напруги та драматизму. Він підсумував, що аніме поєднує комедію та зворушливі моменти, підкреслюючи надію на те, що один хороший лідер може принести мир і процвітання занепадаючій імперії.